# Radio Capri
Radio Capri è una radio regionale italiana con sede a Napoli. Trasmette una programmazione musicale molto varia alternando programmi con speaker in studio a selezioni musicali ricercate.
L'emittente è ricevibile sui 100.00 in FM e in DAB+ in Campania, e attraverso lo streaming Internet in tutto il mondo. 
In passato, è stata presente a livello nazionale sul digitale terrestre tramite il mux Alpha di TBS, nonché via satellite in tutta Europa.
Dal 2010 al 2017, l'emittente ha avuto una propria emittente televisiva chiamata Radio Capri Television.
Il 2024 ha segnato un nuovo corso per Radio Capri, con la realizzazione di nuovi studi siti nel cuore del centro storico di Napoli,  precisamente in Piazza Municipio 80,
studi realizzati a livello stradale in vetrine visibili a tutti i passanti, unico esperimento del genere in Italia.